# Шавкунов, Егор Иванович
Егор Иванович Шавкунов (Шевкунов — по наградным и другим воинским документам) (9 августа 1913, Шадринск, Пермская губерния — 14 августа 1944, Ломжинский район, Белостокская область) — участник Великой Отечественной войны, красноармеец, сапёр 195-го отдельного саперного батальона 139-й стрелковой Рославльской Краснознамённой ордена Суворова дивизии 50-й армии 2-го Белорусского фронта, Герой Советского Союза (1945).

## Биография
Егор Шавкунов родился 9 августа 1913 года в семье служащего в городе Шадринске Шадринского уезда Пермской губернии, ныне город областного подчинения Курганской области. Русский. Образование начальное.
Отец, кладовщик станции Шадринск, умер в 1920 году. В конце 1920 года мать с детьми переехала к старшей дочери в Якутск. В 1930 году мать умерла.
В 1930 году ушёл на алданские золотые прииски, работал в Аллах-Юне, ныне в Усть-Майском улусе Республики Саха (Якутия).
С 1932 года в Якутске, окончив строительные курсы, освоил профессию каменщика и стал работать в строительной организации республиканской конторы связи.
В августе 1941 года был призван в Рабоче-крестьянскую Красную Армию Якутским горвоенкоматом. В запасном полку получил специальность сапёра.
С февраля 1943 года принимал участие в боях с немецко-фашистскими захватчиками, в составе 195-го отдельного саперного батальона 139-й стрелковой дивизии воевал на Западном, Белорусском и 2-м Белорусском фронтах.
Боевое крещение сапёр красноармеец Шавкунов получил на реке Десенка. Плотный пулемётный и автоматный огонь встретил здесь сапёров, получивших задание разминировать переправу через реку. Шавкунов сумел обойти врага и забросать гранатами пулемётные точки немцев, задание было выполнено. За этот бой приказом по 139-й стрелковой дивизии № 027/н от 27 сентября 1943 года красноармеец Шавкунов был награждён медалью «За отвагу».
В дальнейшем участвовал в сооружении мостов и других средств переправы через реки Снопоть, Десну, Проню, Остёр, Сож и другие.
В июне 1944 года части 139-й стрелковой дивизии вышли к Днепру в районе Могилёва. Две стрелковые роты сумели переправиться на подручных средствах через реку и закрепиться на правом берегу. Но для танков и артиллерии из-за отсутствия моста Днепр стал неодолимым препятствием. Командир сапёрного батальона получил приказ в кратчайшие сроки произвести инженерную разведку участка реки, через которую должна была переправляться военная техника, а затем навести штурмовой и низководный мосты. На всю операцию отводилось 36 часов. Строительство моста началось 27 июня с той полоски земли, которую утром 26 июня захватила наша пехота. Красноармеец Шавкунов с группой сапёров устанавливал на реке опоры моста, насадки и прогоны. Работы велись под непрерывным артиллерийским и миномётным огнём. Вражеские снаряды то и дело разбивали бревна переправы, выводили из строя одного за другим товарищей. Когда взрывной волной от бомбы очередной пролёт моста сорвало с места и тяжелые бревна, развороченные бомбами, развернулись и поплыли вниз по течению, Шавкунов с подоспевшим товарищам сумел задержать их и скрепить. Мост через Днепр был возведён за 24 часа, и в 9 часов утра 28 июня по нему устремилась на запад военная техника. За эту операции трое сапёров, в том числе и Шавкунов, были представлены к присвоению звания Героя Советского Союза. На момент представления к награде Е. И. Шевкунов — беспартийный.
Затем были тяжёлые кровопролитные бои в районе Белостока. Здесь, чтобы лишить врага возможности маневрировать своими соединениями, советское командование предприняло усилия по выводу из строя железнодорожных магистралей, связывающих этот город с Варшавой, Брестом и Кёнигсбергом. С этой целью в тыл противника были заброшены несколько диверсионных групп, состоящих из разведчиков и сапёров-подрывников. Старшим одной из них стал Шавкунов. 24 июля шестеро отважных воинов перешли линию фронта и, пройдя за ночь 20 километров, вышли к железнодорожной линии Белосток — Брест. В светлое время суток они наблюдали за движением поездов, а с наступлением темноты заминировали в двух местах железнодорожное полотно и через два часа вражеский эшелон, идущий со стороны Бреста, гружёный танками и самоходными артиллерийскими установками, рухнул под откос. Захватив в плен двух немецких офицеров, группа Шавкунова благополучно вернулась в свою часть.
С августа 1944 года, когда начались бои по освобождению Польши, роль сапёрной разведки ещё более возросла. На неё были возложены задачи разминирования больших участков в тылу врага и наблюдения за передвижением воинских частей.
14 августа (по другим данным 23 августа) 1944 года группа сапёров попала под налёт вражеской авиации во время операции по обезвреживанию мин в одном из населённых пунктов вблизи реки Нарев в Ломжинском районе Белостокскской области Белорусской ССР, ныне Подляского воеводства Республики Польша. От близкого взрыва одной из бомб Шавкунов погиб.
Похоронен в братской могиле у деревни Прушки-Вельке (пол. Pruszki Wielkie) Ломжинского района Белостокскской области Белорусской ССР, ныне село входит в гимну Рутки Замбрувского повята Подляского воеводства Республики Польша. По другим данным похоронен (или перезахоронен) в селе Тышки-Вондолово (пол. Tyszki-Wądołowo) гимны Кольно Кольненского повята Подляского воеводства Республики Польша.
24 марта 1945 года Указом Президиума Верховного Совета СССР за образцовое выполнение боевых заданий командования на фронте борьбы с немецко-фашистскими захватчиками и проявленные при этом мужество и героизм красноармейцу Шевкунову (так в Указе ПВС СССР) Егору Ивановичу присвоено звание Героя Советского Союза с вручением ордена Ленина и медали «Золотая Звезда».

## Награды
- Герой Советского Союза, 24 марта 1945 года[7][8]
  - Медаль «Золотая Звезда»
  - Орден Ленина
- Медаль «За отвагу», 27 сентября 1943 года[9]

## Память
- Имя Героя высечено золотыми буквами в зале Славы Центрального музея Великой Отечественной войны в Парке Победы города Москва.
- Его именем названа улица в Якутске.

## Семья
Жена Попова Агния Терентьевна.